# Barrage des Portes de Fer I
Le barrage des portes de Fer est un barrage hydroélectrique sur le Danube, construit dans les gorges du mème nom entre la Serbie et la Roumanie. Sa puissance installée est de 2 160 MW.